# Municipio de Huiloapan de Cuauhtémoc
El municipio de Huiloapan de Cuauhtémoc es uno de los 212 municipios en que se encuentra dividido el estado mexicano de Veracruz. Se encuentra ubicado en la zona central del estado de Veracruz en la región llamada de las Altas Montañas. Está ubicado en las coordenadas 18°49' latitud norte y 97°9' longitud oeste, y cuenta con una altura de 1,280 m s. n. m. Su cabecera es la localidad de Huiloapan de Cuauhtémoc.
El municipio lo conforman 3 localidades en las cuales habitan 6,232 personas. Es Parte de la Zona metropolitana de Orizaba.

## Límites Municipales
Sus límites son:
Norte: Orizaba y  Río Blanco.
Sur: Camerino Z. Mendoza y  Rafael Delgado.
Este:  Rafael Delgado.
Oeste: Camerino Z. Mendoza y Nogales

## Historia
Posterior a la conquista de Tenochtitlán a manos de los españoles, en 1524 Hernán Cortés celebra en este lugar la primera unión matrimonial católica entre un español y una indígena, por lo que se le considera a Huiloapan como la cuna del mestizaje. El enlace matrimonial fue entre el Capitán Juan de Jaramillo con la intérprete del conquistador Doña Marina o Malintzin conocida en la historia como La Malinche. Es posible que el último tlatoani azteca Cuauhtémoc también haya asistido a este evento en calidad de prisionero de Cortés. En la iglesia de Huiloapan se encuentran incrustados unos platones que posiblemente sean los que se usaron en el banquete que se sirvió en esta fecha.

## Clima
Huiloapan de Cuauhtémoc tiene un clima templado con abundantes lluvias en verano y algunas a principios de otoño. Este municipio se encuentra regado por arroyos que provienen del Río Blanco.

## Fiestas
El municipio de Huiloapan de Cuauhtémoc tiene sus celebraciones el día 8 de diciembre en donde celebran a la Santa Patrona del pueblo, la Purísima Concepción.

## Religión
La mayoría de la población profesa la Fe Católica. Dentro de esta, el municipio pertenece al Decanato Fabril de la Diócesis de Orizaba.